# Cichmiana
Cichmiana – wieś w Polsce położona w województwie wielkopolskim, w powiecie kolskim, w gminie Dąbie.
Wieś arcybiskupstwa gnieźnieńskiego w powiecie szadkowskim województwa sieradzkiego w końcu XVI wieku.